# The Untouchables (1987)
The Untouchables is een Amerikaanse film van regisseur Brian De Palma uit 1987. De hoofdrollen waren voor Kevin Costner, Sean Connery en Robert De Niro. De film is gebaseerd op het waargebeurde verhaal van Eliot Ness en zijn collega's.

## Verhaal
Al Capone is een gangster die mensen afperst en vermoordt. Hij manipuleert de stad Chicago alsof het zijn persoonlijke eigendom is. De maffiabaas is de eigenaar van verscheidene bedrijven, die als dekmantel dienen voor zijn illegale praktijken. Een groot deel van de politie is door Capone omgekocht en het overige deel durft niet in te grijpen uit schrik voor Capone.
Op een dag wordt de goedgelovige federale agent Eliot Ness aangesteld om Capone aan te pakken en er voor te zorgen dat de drooglegging uitgevoerd wordt. Maar Ness kan niemand vertrouwen, zelfs zijn directe collega's niet. Na een mislukte inval ontmoet Ness de Ierse agent Jimmy Malone: een eigenzinnige man, die hij vertrouwt en vraagt om zich bij hem aan te sluiten.
Malone besluit, na lang aandringen van Ness, om te helpen. Maar Malone weet als geen ander dat het levensgevaarlijk is om de strijd met de grootste maffiabaas van de stad aan te gaan. Ze besluiten hun team uit te breiden, maar willen niet het risico lopen een agent te vragen die al gecorrumpeerd is door Capone. Daarom stappen ze de politieschool in, waar ze de jonge rekruut en geweldige schutter Giuseppe Petri vinden.
Het vierde teamlid meldt zich in de persoon van Oscar Wallace, een accountant-officier. Gevieren proberen zij Capone te pakken te krijgen, boeken al snel successen en krijgen van de media de bijnaam The Untouchables (De Onkreukbaren). Binnen geen tijd hebben ze de aandacht van Capone, die een loopjongen op Ness af stuurt om hem om te kopen. Omdat Ness weigert, probeert Capone Ness nu op een andere manier te stoppen: hij stuurt Frank Nitti naar het huis van Ness. Nitti maakt de agent duidelijk dat hij, als hij zijn strijd niet stopt, hij moet vrezen voor zowel zijn eigen leven als dat van zijn vrouw en kind.
Ness stuurt daarop zijn gezin naar een veilige plaats en strijdt door. De volgende dag kunnen de vier Onaantastbaren zelfs een dranksmokkel aan de Canadese grens belemmeren en de contactpersoon van Capone arresteren. Die arrestant is zeer belangrijk, want zijn getuigenis vormt het bewijs dat Capone belasting ontduikt. Capone begint schrik te krijgen en stuurt Nitti opnieuw op pad. Vermomd als politieman schiet Nitti in de lift van het politiekantoor de arrestant en de 'onaantastbare' Oscar Wallace door het hoofd. Op de muur van de lift schrijft hij 'aantastbaar'.
Door deze dubbele moord dreigt de rechtszaak geen doorgang te vinden. Maar Ness, Malone en Petri weigeren op te geven en gaan op jacht naar de boekhouder van Capone, wiens getuigenis Capone ook achter de tralies zou moeten krijgen. Malone weet te ontdekken dat de boekhouder 's avonds laat de trein naar Miami zal pakken, maar wordt dan thuis door Nitti neergeschoten. Als Ness hem thuis in een plas bloed vindt, kan Malone hem die informatie nog net verschaffen voordat hij zijn laatste adem uitblaast. Van de vier onaantastbaren zijn nu alleen nog Ness en Petri over, die zich richting het treinstation van Chicago begeven. Daar wordt, na een hevig vuurgevecht, de boekhouder gearresteerd.
De rechtszaak tegen Capone wegens belastingontduiking kan dankzij deze arrestatie doorgaan. In de rechtszaal ontdekt Ness dat Nitti een pistool draagt. Hij wordt uit de zaal geëscorteerd, waarna een achtervolging plaatsvindt en Ness uiteindelijk Nitti van het dak van de rechtbank gooit. Ness ontdekt bovendien dat Capone de jury heeft omgekocht, waarna hij de rechter beweegt om de jury te laten vervangen. Zo ziet de advocaat van Capone geen andere mogelijkheid dan schuld te bekennen.

## Rolverdeling
| Acteur               | Personage                                              |
| -------------------- | ------------------------------------------------------ |
| Kevin Costner        | Eliot Ness                                             |
| Sean Connery         | Jimmy Malone                                           |
| Robert De Niro       | Al Capone                                              |
| Andy García          | George Stone/Giuseppe Petri                            |
| Billy Drago          | Frank Nitti                                            |
| Charles Martin Smith | Oscar Wallace                                          |
| Richard Bradford     | Chef Mike Dorsett                                      |
| Patricia Clarkson    | Catherine Ness                                         |
| Jack Kehoe           | Walter Payne                                           |
| Brad Sullivan        | George                                                 |
| Del Close            | Alderman                                               |
| Clifton James        | Officier van Justitie George E. Q. Johnson (onvermeld) |
| Don Patrick Harvey   | Officier Preseuski                                     |
| Steven Goldstein     | Scoop                                                  |
| Kaitlin Montgomery   | Ness' dochtertje                                       |
| Colleen Bade         | Mrs. Blackmer                                          |
| Aditra Kohl          | Blackmers dochtertje                                   |
| Anthony Mockus Sr.   | Rechter                                                |
| Will Zahrn           | Strafrechtadvocaat                                     |

## Prijzen en nominaties
The Untouchables werd genomineerd voor vier Academy Awards waarvan er eentje werd gewonnen.
Gewonnen:
- Beste Mannelijke Bijrol - Sean Connery

Genomineerd:
- Beste Muziek - Ennio Morricone
- Beste Kledij-ontwerp - Marilyn Vance
- Beste Art-Direction/Set-Decoratie - Patrizia von Brandenstein, William A. Elliott, Hal Gausman

## Feiten
- De film is grotendeels gebaseerd op het boek van Eliot Ness en de televisieserie The Untouchables.
- In het echte leven werd Frank Nitti niet door Ness vermoord. Nitti nam het imperium van Capone over, toen de maffiabaas in de gevangenis zat.
- Robert De Niro wilde dezelfde onderbroeken als Al Capone. Zo deed De Niro zijn reputatie van method actor alle eer aan.